# Eldorado (Illinois)
Pour les articles homonymes, voir Eldorado (homonymie).
Eldorado est une ville du comté de Saline, dans l'Illinois, aux États-Unis. Elle est incorporée le 29 mars 1894,. Lors du recensement de 2010, la ville comptait une population de 4 122 habitants.

## Source de la traduction
- (en) Cet article est partiellement ou en totalité issu de l’article de Wikipédia en anglais intitulé « Eldorado, Illinois » (voir la liste des auteurs).